# Battaglia di Hoke's Run
La battaglia di Hoke's Run (nota anche come battaglia di Falling Waters o di Hainesville) è stata un episodio della campagna di Manassas della guerra di secessione americana

## Contesto
Il 2 luglio 1861 la divisione del maggiore generale Patterson attraversò il fiume Potomac e marciò verso Martinsburg nei pressi di Hoke's Run due unità nordiste della divisione di Paterson incontrò il reggimento confederato del colonnello "Stonewall" Jackson.

## La battaglia
Lo scontro fu abbastanza cruento e le forze sudiste, pur costrette a ritirarsi, riuscirono tuttavia a raggiungere l'obiettivo di rallentare l'avanzata dei nordisti.